# Danh sách xã thuộc tỉnh Khánh Hòa
Tính đến ngày 1 tháng 11 năm 2024, tỉnh Khánh Hòa có 132 đơn vị hành chính cấp xã, trong đó có 96 xã.
Dưới đây là danh các xã thuộc tỉnh Khánh Hòa hiện nay.
| Xã             | Trực thuộc          | Diện tích (km²) | Dân số (người) | Mật độ dân số (người/km²) | Thành lập |
| -------------- | ------------------- | --------------- | -------------- | ------------------------- | --------- |
| Ba Cụm Bắc     | Huyện Khánh Sơn     |                 |                |                           |           |
| Ba Cụm Nam     | Huyện Khánh Sơn     |                 |                |                           |           |
| Bình Lộc       | Huyện Diên Khánh    |                 |                |                           |           |
| Cam An Bắc     | Huyện Cam Lâm       |                 |                |                           |           |
| Cam An Nam     | Huyện Cam Lâm       |                 |                |                           |           |
| Cam Bình       | Thành phố Cam Ranh  | 5,24            |                |                           |           |
| Cam Hải Đông   | Huyện Cam Lâm       |                 |                |                           |           |
| Cam Hải Tây    | Huyện Cam Lâm       |                 |                |                           |           |
| Cam Hiệp Bắc   | Huyện Cam Lâm       |                 |                |                           |           |
| Cam Hiệp Nam   | Huyện Cam Lâm       |                 |                |                           |           |
| Cam Hòa        | Huyện Cam Lâm       |                 |                |                           |           |
| Cam Lập        | Thành phố Cam Ranh  | 21,36           |                |                           |           |
| Cam Phước Đông | Thành phố Cam Ranh  | 70,28           |                |                           |           |
| Cam Phước Tây  | Huyện Cam Lâm       |                 |                |                           |           |
| Cam Tân        | Huyện Cam Lâm       |                 |                |                           |           |
| Cam Thành Bắc  | Huyện Cam Lâm       |                 |                |                           |           |
| Cam Thành Nam  | Thành phố Cam Ranh  | 13,57           |                |                           |           |
| Cam Thịnh Đông | Thành phố Cam Ranh  | 29,35           |                |                           |           |
| Cam Thịnh Tây  | Thành phố Cam Ranh  | 31,16           |                |                           |           |
| Cầu Bà         | Huyện Khánh Vĩnh    |                 |                |                           |           |
| Diên An        | Huyện Diên Khánh    |                 |                |                           |           |
| Diên Điền      | Huyện Diên Khánh    |                 |                |                           |           |
| Diên Hòa       | Huyện Diên Khánh    |                 |                |                           |           |
| Diên Lạc       | Huyện Diên Khánh    |                 |                |                           |           |
| Diên Lâm       | Huyện Diên Khánh    |                 |                |                           |           |
| Diên Phú       | Huyện Diên Khánh    |                 |                |                           |           |
| Diên Phước     | Huyện Diên Khánh    |                 |                |                           |           |
| Diên Sơn       | Huyện Diên Khánh    |                 |                |                           |           |
| Diên Tân       | Huyện Diên Khánh    |                 |                |                           |           |
| Diên Thạnh     | Huyện Diên Khánh    |                 |                |                           |           |
| Diên Thọ       | Huyện Diên Khánh    |                 |                |                           |           |
| Diên Toàn      | Huyện Diên Khánh    |                 |                |                           |           |
| Đại Lãnh       | Huyện Vạn Ninh      |                 |                |                           |           |
| Giang Ly       | Huyện Khánh Vĩnh    |                 |                |                           |           |
| Khánh Bình     | Huyện Khánh Vĩnh    |                 |                |                           |           |
| Khánh Đông     | Huyện Khánh Vĩnh    |                 |                |                           |           |
| Khánh Hiệp     | Huyện Khánh Vĩnh    |                 |                |                           |           |
| Khánh Nam      | Huyện Khánh Vĩnh    |                 |                |                           |           |
| Khánh Phú      | Huyện Khánh Vĩnh    |                 |                |                           |           |
| Khánh Thành    | Huyện Khánh Vĩnh    |                 |                |                           |           |
| Khánh Thượng   | Huyện Khánh Vĩnh    |                 |                |                           |           |
| Khánh Trung    | Huyện Khánh Vĩnh    |                 |                |                           |           |
| Liên Sang      | Huyện Khánh Vĩnh    |                 |                |                           |           |
| Ninh An        | Thị Xã An Khê       | 39,62           |                |                           |           |
| Ninh Bình      | Thị Xã An Khê       | 13,67           |                |                           |           |
| Ninh Đông      | Thị Xã An Khê       | 8,65            |                |                           |           |
| Ninh Hưng      | Thị Xã An Khê       | 30,5            |                |                           |           |
| Ninh Ích       | Thị Xã An Khê       | 60,72           |                |                           |           |
| Ninh Lộc       | Thị Xã An Khê       | 29,72           |                |                           |           |
| Ninh Phú       | Thị Xã An Khê       | 58,47           |                |                           |           |
| Ninh Phụng     | Thị Xã An Khê       | 8,43            |                |                           |           |
| Ninh Phước     | Thị Xã An Khê       |                 |                |                           |           |
| Ninh Quang     | Thị Xã An Khê       | 18,45           |                |                           |           |
| Ninh Sim       | Thị Xã An Khê       | 34,47           |                |                           |           |
| Ninh Sơn       | Thị Xã An Khê       | 171,75          |                |                           |           |
| Ninh Tân       | Thị Xã An Khê       |                 |                |                           |           |
| Ninh Tây       | Thị Xã An Khê       | 282,88          |                |                           |           |
| Ninh Thân      | Thị Xã An Khê       | 17,11           |                |                           |           |
| Ninh Thọ       | Thị Xã An Khê       | 26,88           |                |                           |           |
| Ninh Thượng    | Thị Xã An Khê       | 73,34           |                |                           |           |
| Ninh Trung     | Thị Xã An Khê       | 17,34           |                |                           |           |
| Ninh Xuân      | Thị Xã An Khê       | 60,01           |                |                           |           |
| Phước Đồng     | Thành Phố Pleiku    | 56,65           |                |                           |           |
| Sinh Tồn       | Huyện Chư Prông     |                 |                |                           |           |
| Song Tử Tây    | Huyện Chư Prông     |                 |                |                           |           |
| Sông Cầu       | Huyện Khánh Vĩnh    |                 |                |                           |           |
| Sơn Bình       | Huyện Khánh Sơn     |                 |                |                           |           |
| Sơn Hiệp       | Huyện Khánh Sơn     |                 |                |                           |           |
| Sơn Lâm        | Huyện Khánh Sơn     |                 |                |                           |           |
| Sơn Tân        | Huyện Cam Lâm       |                 |                |                           |           |
| Sơn Thái       | Huyện Khánh Vĩnh    |                 |                |                           |           |
| Sơn Trung      | Huyện Khánh Sơn     |                 |                |                           |           |
| Suối Cát       | Huyện Cam Lâm       |                 |                |                           |           |
| Suối Hiệp      | Huyện Diên Khánh    |                 |                |                           |           |
| Suối Tân       | Huyện Cam Lâm       |                 |                |                           |           |
| Suối Tiên      | Huyện Diên Khánh    |                 |                |                           |           |
| Thành Sơn      | Huyện Khánh Sơn     |                 |                |                           |           |
| Vạn Bình       | Huyện Vạn Ninh      |                 |                |                           |           |
| Vạn Hưng       | Huyện Vạn Ninh      |                 |                |                           |           |
| Vạn Khánh      | Huyện Vạn Ninh      |                 |                |                           |           |
| Vạn Long       | Huyện Vạn Ninh      |                 |                |                           |           |
| Vạn Lương      | Huyện Vạn Ninh      |                 |                |                           |           |
| Vạn Phú        | Huyện Vạn Ninh      |                 |                |                           |           |
| Vạn Phước      | Huyện Vạn Ninh      |                 |                |                           |           |
| Vạn Thạnh      | Huyện Vạn Ninh      |                 |                |                           |           |
| Vạn Thắng      | Huyện Vạn Ninh      |                 |                |                           |           |
| Vạn Thọ        | Huyện Vạn Ninh      |                 |                |                           |           |
| Vĩnh Hiệp      | Thành phố Nha Trang | 2,66            |                |                           |           |
| Vĩnh Lương     | Thành phố Nha Trang | 47,05           |                |                           |           |
| Vĩnh Ngọc      | Thành phố Nha Trang | 8,53            |                |                           |           |
| Vĩnh Phương    | Thành phố Nha Trang | 32,44           |                |                           |           |
| Vĩnh Thái      | Thành phố Nha Trang | 15,34           |                |                           |           |
| Vĩnh Thạnh     | Thành phố Nha Trang |                 |                |                           |           |
| Vĩnh Trung     | Thành phố Nha Trang | 8,73            |                |                           |           |
| Xuân Đồng      | Huyện Diên Khánh    |                 |                |                           |           |
| Xuân Sơn       | Huyện Vạn Ninh      |                 |                |                           |           |